# UBE学術振興財団
公益財団法人UBE学術振興財団（ユービーイーがくじゅつしんこうざいだん）は、日本の公益財団法人である。

## 歴史
UBEの創業者である渡辺祐策の次男で、医師でもあった渡辺剛二宇部興産初代会長の遺贈を元に、1959年（昭和34年）に設立された。優れた研究でありながら資金不足に悩む研究者への援助事業を通じて学術発展に寄与することを目的とする。
学術文化の発展・育成に強く関心をよせた剛二は、独創的な国産技術開発に取り組む研究者らに私財を投じて援助してきた。第二次世界大戦の終戦後まもない1950年代は、日本の科学技術に目覚しい進展が見られたものの、欧米先進諸国と比較して大きく立ち遅れており、産業界では依然として海外技術の導入が目立っていた。このような状況から、渡辺の死後、この遺志を継ぐ形で1959年（昭和34年）に財団法人渡辺記念学術奨励会として設立された。
1997年（平成9年）には宇部興産創業100周年事業の一環として同社から7億5000万円の寄付を受け、宇部興産学術振興財団に改称。2010年（平成22年）9月22日、公益法人制度変更に伴い公益認定を受け、同年10月1日に旧財団を解散し、新たに公益財団法人宇部興産学術振興財団として新設された。

### 年表
- 1959年（昭和34年）10月27日 - 宇部興産初代会長である渡辺剛二が遺贈した同社株式29万株と現金100万円を元に、渡辺記念学術奨励会として設立。
- 1997年（平成9年）10月3日 - 宇部興産創業100周年を記念して宇部興産学術振興財団に改称。
- 2010年（平成22年）10月1日 - 公益法人制度変更に伴い旧財団を解散し、公益財団法人宇部興産学術振興財団として新設。
- 2022年（令和4年）8月1日 - UBE学術振興財団へ名称変更。